# 华为Mate XT
华为Mate XT（商品名：华为Mate XT 非凡大师），是由華為所設計、製造與銷售的手機，于2024年9月10日发布，為全球首款量產上市之三折叠智能手机。该款手机公開發表並发布售價之前就已经于9月7日预售，次日预售已超过280万台。华为在商城上只提供瑞红和玄黑两种颜色选择，正式开售日期为9月20日。截至9月13日，华为Mate XT的预订人数已超过564万。

## 硬件
内存
- 16GB

可选存储
- 256 GB
- 512 GB
- 1 TB

屏幕对角线尺寸（取决于展开的面板数量）
- 6.4 英寸（1 个面板）
- 7.9 英寸（2 个面板）
- 10.2 英寸（3 个面板），分辨率3184x2232像素，90Hz刷新率，16:11屏幕比例。

摄像头
- 5000万像素主摄像头
- 1200万像素超广角摄像头
- 1200万像素 5.5 倍变焦长焦摄像头
- 800万像素自拍摄像头

电池
- 5600 毫安时（由三块电池组成的总容量）

## 规格和功能
华为 Mate XT支持双SIM卡（Nano + Nano），预装鸿蒙系统4.2，采用10.2英寸（3,184 x 2,232像素）柔性LTPO OLED屏幕，可以折叠成两种不同的尺寸：折叠一次时为7.9英寸（2,048 x 2,232像素），折叠两次时为6.4英寸（1,008 x 2,232像素）。
根据已公布的处理器详情，Mate XT配备16GB内存，使用的是7nm工艺的麒麟9010处理器，并提供三种存储配置：256GB、512GB和1TB。
华为Mate XT外部配备一颗5000万像素的主摄像头，支持光学防抖（OIS）并拥有可变光圈，光圈范围从f/1.2到f/4.0。此外，该款手机还配备一颗1200万像素的潜望式长焦摄像头，支持5.5倍光学变焦、OIS 和f/3.4 光圈，以及一颗1200 像素的超广角摄像头，光圈为 f/2.2。手机屏幕上还有一颗800万像素的自拍摄像头，位于屏幕中间的打孔，方便自拍和视频通话。
华为Mate XT配备USB 3.1 Type-C接口、GPS、NFC、蓝牙5.2、Wi-Fi 6、5G和4G LTE等连接选项。除了侧边指纹识别用于生物认证外，手机还内置5600mAh电池，支持66W有线快充和50W无线快充。此外，还支持反向充电功能，允许通过5W有线反向充电或 7.5W无线反向充电，为其他设备充电。手机重量为298克，单屏尺寸为156.7x73x12.8毫米，双屏尺寸为156.7x143x7.45毫米，三屏尺寸为156.7x219x3.6毫米。
该设备可以与带有支架的保护壳和带内置触控板的可折叠键盘一起使用，提供类似台式电脑的体验。

## 外部連結
- 华为Mate XT手机官网 （页面存档备份，存于）